# Агамі сірокрилий
Агамі сірокрилий (Psophia crepitans) — вид журавлеподібних птахів родини агамієвих (Orthonychidae).

## Поширення
Вид поширений в північній частині Південної Америки. Трапляється у Французькій Гвіані, Гаяні, Суринамі, на півдні Венесуели, південному сході Колумбії, крайньому сході Еквадору, північному сході Перу, півночі Бразилії. Мешкає у тропічних дощових лісах.

## Опис
Спина та крила сірого та коричневого забарвлення. Груди сині. Ноги сірі. Решта тіла чорного забарвлення. Тіло завдовжки 48-56 см. Вага 1-1,5 кг, самці більші за самиць.

## Спосіб життя
Агамі сірокрилі живуть невеликими групами з 6-8 особин. Поживу шукають у лісовій підстилці. Живляться комахами, фруктами, насінням. Літають погано і неохоче, але ночують на деревах. Гнізда будуть теж на деревах: у дуплах або між листям пальм на висоті до 6 м. У гнізді 6-10 яєць. Після вилуплення пташення самі шукають собі поживу.